# Саманта Кемерон
Саманта Гвендолін Кемерон (англ. Samantha Gwendoline Cameron), до шлюбу Шеффілд (англ. Sheffield; нар. 14 квітня 1971, Сканторп, Північний Лінкольншир, Англія, Велика Британія) — дружина прем'єр-міністра Великої Британії Девіда Кемерона, англійська бізнесвумен.

## Життєпис
Старша дочка Сера Реджінальда Шеффілда, 8-го баронета (який веде родовід від Карла II) і Анабель Люсі Вероніки Джонс. Також є праправнучкою члена парламенту від Консервативної партії Сера Берклі Шеффілда і Губернатора Багамських островів, Мартиніки, Тринідад і Тобаго Сера Беда Едмунда Гая Кліффорда. Сер Беда був батьком Патрісії Кліффорд, бабусі Саманти по материнській лінії.
З 1 червня 1996 року одружена з політиком Девідом Кемероном (нар. 1966). Народила четверо дітей: син Айван Реджінальд Йєн Кемерон (08.04.2002-25.02.2009, помер від дитячого церебрального паралічу та епілепсії у 6-річному віці), донька Ненсі Гвен Беатріс Кемерон (нар. 19.01.2004), син Артур Елвен Кемерон (нар. 14.02.2006) і донька Флоренс Роуз Енделліон Кемерон (нар. 24.08.2010).